# Britische Formel-3-Meisterschaft 2012
Die britische Formel-3-Meisterschaft 2012 war die 62. Saison der britischen Formel-3-Meisterschaft. Sie umfasste insgesamt zehn Rennwochenenden mit jeweils drei Rennen. Sie begann am 7. April im Oulton Park und endete am 30. September im Donington Park.

## Regeländerungen

### Technische Änderungen
Ab der Saison 2012 wird in der britischen Formel-3-Meisterschaft ein neues Chassis, das Dallara F312, eingeführt. Das bisherige Chassis Dallara F308 darf in der Rookie-Klasse eingesetzt werden.

### Sportliche Änderungen
2012 wurde für jedes Rennen das gleiche Punktesystem angewandt. Das erste Rennen dauerte 30, das zweite 20 und das dritte 40 Minuten. Beim Grand Prix de Pau waren die ersten beiden Rennen jeweils 10 Minuten länger. Die Startaufstellung für das zweite Rennen orientierte sich am Reverse-Grid-Verfahren, das heißt, dass die ersten Positionen in umgekehrter Reihenfolge starteten. Die Pole-Position für dieses Rennen wurde unter den Fahrern auf den Positionen acht und zwölf ausgelost.

## Teams und Fahrer
| Team                   | Nr. | Fahrer                 | Klasse | Chassis | Motor         | Rennwochenende |
| ---------------------- | --- | ---------------------- | ------ | ------- | ------------- | -------------- |
| Carlin                 | 01  | Jack Harvey            | I      | Dallara | Volkswagen    | 1–5, 7–10      |
| Carlin                 | 39  | Jack Harvey            | I      | Dallara | Volkswagen    | 6              |
| Carlin                 | 02  | Pietro Fantin          | I      | Dallara | Volkswagen    | 1–5, 7—10      |
| Carlin                 | 40  | Pietro Fantin          | I      | Dallara | Volkswagen    | 6              |
| Carlin                 | 21  | Harry Tincknell        | I      | Dallara | Volkswagen    | 1–5, 7–10      |
| Carlin                 | 30  | Harry Tincknell        | I      | Dallara | Volkswagen    | 6              |
| Carlin                 | 22  | Jazeman Jaafar         | I      | Dallara | Volkswagen    | 1–5, 7–10      |
| Carlin                 | 34  | Jazeman Jaafar         | I      | Dallara | Volkswagen    | 6              |
| Carlin                 | 31  | Carlos Sainz jr.       | I      | Dallara | Volkswagen    | 1–5, 7–9       |
| Carlin                 | 12  | Carlos Sainz jr.       | I      | Dallara | Volkswagen    | 6              |
| Carlin                 | 11  | William Buller         | G      | Dallara | Volkswagen    | 6              |
| Carlin                 | 71  | Richard Bradley        | G      | Dallara | Volkswagen    | 7              |
| Fortec Motorsport      | 03  | Pipo Derani            | I      | Dallara | Mercedes-Benz | 1–5, 7–10      |
| Fortec Motorsport      | 38  | Pipo Derani            | I      | Dallara | Mercedes-Benz | 6              |
| Fortec Motorsport      | 04  | Felix Serralles        | I      | Dallara | Mercedes-Benz | 1–5, 7–10      |
| Fortec Motorsport      | 32  | Felix Serralles        | I      | Dallara | Mercedes-Benz | 6              |
| Fortec Motorsport      | 23  | Hannes van Asseldonk   | I      | Dallara | Mercedes-Benz | 1–5, 7–10      |
| Fortec Motorsport      | 31  | Hannes van Asseldonk   | I      | Dallara | Mercedes-Benz | 6              |
| Fortec Motorsport      | 36  | Alex Lynn              | I      | Dallara | Mercedes-Benz | 1–5, 7–10      |
| Fortec Motorsport      | 33  | Alex Lynn              | I      | Dallara | Mercedes-Benz | 6              |
| Double R Racing        | 26  | Geoff Uhrhane          | I      | Dallara | Mercedes-Benz | 1–5, 7–10      |
| Double R Racing        | 35  | Geoff Uhrhane          | I      | Dallara | Mercedes-Benz | 6              |
| Double R Racing        | 27  | Fahmi Ilyas            | I      | Dallara | Mercedes-Benz | 1–5, 7, 8      |
| Double R Racing        | 36  | Fahmi Ilyas            | I      | Dallara | Mercedes-Benz | 6              |
| Double R Racing        | 32  | Rupert Svendsen-Cook   | I      | Dallara | Mercedes-Benz | 9, 10          |
| Double R Racing        | 77  | Duvashen Padayachee    | R      | Dallara | Mugen-Honda   | 1–5, 7–10      |
| Double R Racing        | 37  | Duvashen Padayachee    | R      | Dallara | Mugen-Honda   | 6              |
| ThreeBond with T-Sport | 12  | Nick McBride           | I      | Dallara | Nissan        | 1–5, 7–10      |
| ThreeBond with T-Sport | 41  | Nick McBride           | I      | Dallara | Nissan        | 6              |
| ThreeBond with T-Sport | 42  | Spike Goddard          | R      | Dallara | Mugen-Honda   | 1–10           |
| ThreeBond with T-Sport | 44  | Pedro Pablo Calbimonte | R      | Dallara | Mugen-Honda   | 7–10           |
| CF Racing              | 43  | Adderly Fong           | R      | Dallara | Mugen-Honda   | 5, 7, 8        |
| CF Racing              | 43  | Hywel Lloyd            | R      | Dallara | Mugen-Honda   | 10             |
| Prema Powerteam        | 01  | Daniel Juncadella      | G      | Dallara | Mercedes-Benz | 6              |
| Prema Powerteam        | 96  | Daniel Juncadella      | G      | Dallara | Mercedes-Benz | 3, 7           |
| Prema Powerteam        | 02  | Sven Müller            | G      | Dallara | Mercedes-Benz | 6              |
| Prema Powerteam        | 97  | Sven Müller            | G      | Dallara | Mercedes-Benz | 3, 7           |
| Prema Powerteam        | 14  | Michael Lewis          | G      | Dallara | Mercedes-Benz | 6              |
| Prema Powerteam        | 98  | Michael Lewis          | G      | Dallara | Mercedes-Benz | 3, 7           |
| Prema Powerteam        | 15  | Raffaele Marciello     | G      | Dallara | Mercedes-Benz | 6              |
| Prema Powerteam        | 99  | Raffaele Marciello     | G      | Dallara | Mercedes-Benz | 3, 7           |
| Mücke Motorsport       | 05  | Felix Rosenqvist       | G      | Dallara | Mercedes-Benz | 6              |
| Mücke Motorsport       | 85  | Felix Rosenqvist       | G      | Dallara | Mercedes-Benz | 3, 7           |
| Mücke Motorsport       | 06  | Pascal Wehrlein        | G      | Dallara | Mercedes-Benz | 6              |
| Mücke Motorsport       | 86  | Pascal Wehrlein        | G      | Dallara | Mercedes-Benz | 3, 7           |
| Jo Zeller Racing       | 07  | Sandro Zeller          | R G    | Dallara | Mercedes-Benz | 6              |
| Jo Zeller Racing       | 91  | Sandro Zeller          | R G    | Dallara | Mercedes-Benz | 3, 7           |
| Jo Zeller Racing       | 08  | Andrea Roda            | G      | Dallara | Mercedes-Benz | 6              |
| Jo Zeller Racing       | 90  | Andrea Roda            | G      | Dallara | Mercedes-Benz | 3, 7           |
| URD Rennsport          | 09  | Lucas Wolf             | G      | Dallara | Mercedes-Benz | 6              |
| URD Rennsport          | 94  | Lucas Wolf             | G      | Dallara | Mercedes-Benz | 7              |
| GU-Racing              | 10  | Philip Ellis           | G      | Dallara | Mercedes-Benz | 6              |
| ma-con Motorsport      | 16  | Tom Blomqvist          | G      | Dallara | Volkswagen    | 6              |
| ma-con Motorsport      | 93  | Tom Blomqvist          | G      | Dallara | Volkswagen    | 3, 7           |
| ma-con Motorsport      | 17  | Emil Bernstorff        | G      | Dallara | Volkswagen    | 6              |
| ma-con Motorsport      | 92  | Emil Bernstorff        | G      | Dallara | Volkswagen    | 3, 7           |
| Angola Racing Team     | 23  | Luís Sá Silva          | G      | Dallara | Mercedes-Benz | 6              |
| Angola Racing Team     | 95  | Luís Sá Silva          | G      | Dallara | Mercedes-Benz | 7              |

| Symbol | Klasse        |
| ------ | ------------- |
| I      | International |
| R      | Rookie        |
| G      | Gast          |

### Änderungen bei den Fahrern
Die folgende Auflistung enthält bis auf Gaststarter alle Fahrer, die an der britischen Formel-3-Meisterschaft 2011 teilgenommen haben und in der Saison 2012 nicht für dasselbe Team wie 2011 starteten.
Fahrer, die ihr Team gewechselt haben:
- Pipo Derani: Double R Racing → Fortec Motorsport
- Pietro Fantin: Hitech Racing → Carlin
- Adderly Fong: Sino Vision Racing → CF Racing
- Fahmi Ilyas: Fortec Motorsport → Double R Racing
- Hywel Lloyd: Sino Vision Racing → CF Racing
- Rupert Svendsen-Cook: Carlin → Double R Racing
- Harry Tincknell: Fortec Motorsport → Carlin

Fahrer, die in die britische Formel-3-Meisterschaft einsteigen bzw. zurückkehren:
- Hannes van Asseldonk: Deutscher Formel-3-Cup (Van Amersfoort Racing) → Fortec Motorsport
- Pedro Pablo Calbimonte: Britische Formel Renault (Fortec Motorsport) → ThreeBond with T-Sport
- Spike Goddard: Britische Formel Ford (Jamun Racing) → ThreeBond with T-Sport
- Alex Lynn: Britische Formel Renault (Fortec Motorsport) → Fortec Motorsport
- Nick McBride: Britische Formel Ford (Jamun Racing) → ThreeBond with T-Sport
- Duvashen Padayachee: JK Racing Asia Series (Eurasia Motorsport) → Double R Racing
- Carlos Sainz jr.: Formel Renault 2.0 Eurocup (Koiranen Motorsport) → Carlin
- Felix Serralles: Formel Renault 2.0 Eurocup (Fortec Motorsport) → Fortec Motorsport
- Geoff Uhrhane: Britische Formel Ford (JTR) → Double R Racing

Fahrer, die die britische Formel-3-Meisterschaft verlassen haben:
- Valtteri Bottas: Double R Racing → Formel-1-Testfahrer (Williams F1)
- William Buller: Fortec Motorsport → GP3-Serie (Carlin)
- Yann Cunha: T-Sport → Formel Renault 3.5 (Pons Racing)
- Mitch Evans: Double R Racing → GP3-Serie (MW Arden)
- António Félix da Costa: Hitech Racing → GP3-Serie (Carlin)
- Lucas Foresti: Fortec Motorsport → Formel Renault 3.5 (DAMS)
- Carlos Huertas: Carlin → Formel Renault 3.5 (Fortec Motorsport)
- Kevin Magnussen: Carlin → Formel Renault 3.5 (Carlin)
- Felipe Nasr: Carlin → GP2-Serie (DAMS)
- Luca Orlandi: Team West-Tec → European F3 Open (Team West-Tec)
- Kōtarō Sakurai: Hitech Racing → GP3-Serie (Status Grand Prix)
- Alexander Sims: Motopark Academy → European Le Mans Series (Status GP)
- Max Snegirjow: Hitech Racing → Auto GP World Series (Campos Racing)

Fahrer, die noch keinen Vertrag für ein Renncockpit 2012 besitzen:
| - Riki Christodoulou - Bart Hylkema | - Menasheh Idafar - Bruno Méndez | - Pedro Nunes - Scott Pye |

## Rennkalender
Der vorläufige Rennkalender der Saison 2012 wurde am 7. November 2011 veröffentlicht. Es wurden zehn Veranstaltungen mit je drei Rennen ausgetragen. Eine Ausnahme bildete das Rennwochenende in Pau, wo nur zwei Rennen stattfanden. Die Rennserie kehrte in dieser Saison nicht auf den Nürburgring und nach Le Castellet zurück. Stattdessen fuhr die britische Formel 3 auf dem Circuit de Pau-Ville im französischen Pau und dem Norisring im deutschen Nürnberg. Sechs Rennen fanden im Vereinigten Königreich statt.
Sechs Rennen fanden zusammen mit der britischen GT-Meisterschaft statt, außerdem fuhr die Serie zweimal im Rahmen der Blancpain Endurance Series und je einmal im Rahmen des Grand Prix de Pau und der DTM.
Die Rennwochenenden in Pau, Spa-Francorchamps und Silverstone sollten zur FIA-Formel-3-Trophäe 2012 gehören. Die Veranstaltungen in Nürnberg, Pau und Spa-Francorchamps gehörten auch zur europäischen Formel-3-Meisterschaft 2012. In Nürnberg trat man zudem gemeinsam mit der Formel-3-Euroserie an.
| Nr. | Datum         | Rennstrecke       | Sieger                        | Zweiter                       | Dritter                       |
| --- | ------------- | ----------------- | ----------------------------- | ----------------------------- | ----------------------------- |
| 01. | 07. April     | Tarporley         | Jack Harvey                   | Jazeman Jaafar                | Carlos Sainz jr.              |
| 02. | 07. April     | Tarporley         | Pipo Derani                   | Pietro Fantin                 | Jazeman Jaafar                |
| 03. | 07. April     | Tarporley         | Felix Serralles               | Jack Harvey                   | Harry Tincknell               |
| 04. | 14. April     | Monza             | Carlos Sainz jr.              | Pipo Derani                   | Jazeman Jaafar                |
| 05. | 15. April     | Monza             | Felix Serralles               | Jack Harvey                   | Pietro Fantin                 |
| 06. | 15. April     | Monza             | Carlos Sainz jr.              | Felix Serralles               | Alex Lynn                     |
| 07. | 12. Mai       | Pau               | Jazeman Jaafar                | Alex Lynn                     | Jack Harvey                   |
| 08. | 13. Mai       | Pau               | Carlos Sainz jr.              | Jazeman Jaafar                | Pipo Derani                   |
| 09. | 9. Juni       | Northamptonshire  | Jazeman Jaafar                | Alex Lynn                     | Felix Serralles               |
| 10. | 10. Juni      | Northamptonshire  | Harry Tincknell               | Pietro Fantin                 | Jack Harvey                   |
| 11. | 10. Juni      | Northamptonshire  | Jack Harvey                   | Alex Lynn                     | Carlos Sainz jr.              |
| 12. | 23. Juni      | Brands Hatch      | Jack Harvey                   | Jazeman Jaafar                | Alex Lynn                     |
| 13. | 24. Juni      | Brands Hatch      | Pipo Derani                   | Felix Serralles               | Pietro Fantin                 |
| 14. | 24. Juni      | Brands Hatch      | Jack Harvey                   | Jazeman Jaafar                | Harry Tincknell               |
| 15. | 30. Juni      | Nürnberg          | Pietro Fantin                 | Felix Serralles               | Harry Tincknell               |
| 16. | 30. Juni      | Nürnberg          | Harry Tincknell               | Felix Serralles               | Jack Harvey                   |
| 17. | 1. Juli       | Nürnberg          | Felix Serralles               | Hannes van Asseldonk          | Pietro Fantin                 |
| 18. | 27. Juli      | Spa-Francorchamps | Felix Serralles               | Carlos Sainz jr.              | Jack Harvey                   |
| 19. | 27. Juli      | Spa-Francorchamps | wegen starken Regens abgesagt | wegen starken Regens abgesagt | wegen starken Regens abgesagt |
| 20. | 28. Juli      | Spa-Francorchamps | Carlos Sainz jr.              | Felix Serralles               | Jazeman Jaafar                |
| 21. | 4. August     | Norfolk           | Jack Harvey                   | Felix Serralles               | Alex Lynn                     |
| 22. | 5. August     | Norfolk           | Harry Tincknell               | Jazeman Jaafar                | Nick McBride                  |
| 23. | 5. August     | Norfolk           | Carlos Sainz jr.              | Felix Serralles               | Jack Harvey                   |
| 24. | 8. September  | Silverstone       | Jazeman Jaafar                | Carlos Sainz jr.              | Harry Tincknell               |
| 25. | 9. September  | Silverstone       | Felix Serralles               | Jack Harvey                   | Jazeman Jaafar                |
| 26. | 9. September  | Silverstone       | Alex Lynn                     | Jazeman Jaafar                | Harry Tincknell               |
| 27. | 29. September | Donington         | Jack Harvey                   | Jazeman Jaafar                | Alex Lynn                     |
| 28. | 30. September | Donington         | Harry Tincknell               | Pipo Derani                   | Pietro Fantin                 |
| 29. | 30. September | Donington         | Jack Harvey                   | Alex Lynn                     | Jazeman Jaafar                |

Anmerkungen
1. 1 2 3  Raffaele Marciello kam auf dem ersten Platz ins Ziel. Da er jedoch nicht punkteberechtigt war, erhielt Jazeman Jaafar (auf Platz 2 im Ziel) die Punkte für den ersten, Alex Lynn (auf Platz 3 im Ziel) die Punkte für den zweiten und Jack Harvey (auf Platz 5 im Ziel) die Punkte für den dritten Platz.
2. 1 2 3  Raffaele Marciello kam auf dem ersten Platz ins Ziel. Da er jedoch nicht punkteberechtigt war, erhielt Carlos Sainz jr. (auf Platz 2 im Ziel) die Punkte für den ersten, Jazeman Jaafar (auf Platz 3 im Ziel) die Punkte für den zweiten und Pipo Derani (auf Platz 5 im Ziel) die Punkte für den dritten Platz.
3. 1 2 3  Daniel Juncadella kam auf dem ersten Platz ins Ziel, wurde jedoch nachträglich disqualifiziert. Da die Fahrer auf den Plätzen 2 und 3 nicht punkteberechtigt waren, erhielt Pietro Fantin (auf Platz 4 im Ziel) die Punkte für den ersten, Felix Serralles (auf Platz 5 im Ziel) die Punkte für den zweiten und Harry Tincknell (auf Platz 8 im Ziel) die Punkte für den dritten Platz.
4. ↑  Da die Fahrer auf den Plätzen 3 bis 6 nicht punkteberechtigt waren, erhielt Jack Harvey (auf Platz 7 im Ziel) die Punkte für den dritten Platz.
5. 1 2 3  Raffaele Marciello kam auf dem ersten Platz ins Ziel. Da er jedoch nicht punkteberechtigt war, erhielt Felix Serralles (auf Platz 3 im Ziel) die Punkte für den ersten, Hannes van Asseldonk (auf Platz 5 im Ziel) die Punkte für den zweiten und Pietro Fantin (auf Platz 6 im Ziel) die Punkte für den dritten Platz.
6. 1 2  Daniel Juncadella kam auf dem zweiten Platz ins Ziel. Da er jedoch nicht punkteberechtigt war, erhielt Carlos Sainz jr. (auf Platz 3 im Ziel) die Punkte für den zweiten und Jack Harvey (auf Platz 4 im Ziel) die Punkte für den dritten Platz.
7. 1 2  Tom Blomqvist kam auf dem zweiten Platz ins Ziel. Da er jedoch nicht punkteberechtigt war, erhielt Felix Serralles (auf Platz 3 im Ziel) die Punkte für den zweiten und Jazeman Jaafar (auf Platz 4 im Ziel) die Punkte für den dritten Platz.

## Wertung

### Punktesystem
Die ersten zehn jedes Rennens erhielten Punkte nach dem Schema 20-15-12-10-8-6-4-3-2-1 Punkte. Zusätzlich erhielt der Fahrer, der die schnellste Runde in einer Klasse gefahren ist, einen Bonuspunkt.

### Fahrerwertung
| Pos.                                          | Fahrer           | OUL           | OUL           | OUL           | MNZ           | MNZ           | MNZ           | PAU           | PAU           | ROC           | ROC           | ROC           | BRH           | BRH           | BRH           | NOR           | NOR           | NOR           | SPA           | SPA           | SPA           | SNE           | SNE           | SNE           | SIL           | SIL           | SIL           | DON           | DON           | DON           | Punkte        |
| International                                 | International    | International | International | International | International | International | International | International | International | International | International | International | International | International | International | International | International | International | International | International | International | International | International | International | International | International | International | International | International | International | International |
| --------------------------------------------- | ---------------- | ------------- | ------------- | ------------- | ------------- | ------------- | ------------- | ------------- | ------------- | ------------- | ------------- | ------------- | ------------- | ------------- | ------------- | ------------- | ------------- | ------------- | ------------- | ------------- | ------------- | ------------- | ------------- | ------------- | ------------- | ------------- | ------------- | ------------- | ------------- | ------------- | ------------- |
| 01                                            | J. Harvey        | 1             | 6             | 2             | 7             | 2             | 8             | 5             | 8             | 5             | 3             | 1             | 1             | 9             | 1             | 14            | 7             | DNF           | 4             | C             | 6             | 1             | 4             | 3             | 8             | 2             | 8             | 1             | 6             | 1             | 319           |
| 02                                            | J. Jaafar        | 2             | 3             | 5             | 3             | 5             | 4             | 2             | 3             | 1             | 6             | 4             | 2             | 6             | 2             | 18            | 14            | DNF           | 5             | C             | 4             | 7             | 2             | 5             | 1             | 3             | 2             | 2             | DNF           | 3             | 306           |
| 03                                            | F. Serralles     | 7             | 7             | 1             | 10            | 1             | 2             | 8             | 19            | 3             | 4             | 6             | 6             | 2             | 9             | 5             | 2             | 3             | 1             | C             | 3             | 2             | 6             | 2             | 7             | 1             | 7             | 4             | 4             | 8             | 299           |
| 04                                            | A. Lynn          | 5             | DNF           | 6             | 5             | 7             | 3             | 3             | 7             | 2             | 7             | 2             | 3             | 8             | 4             | 19            | 9             | 9             | 6             | C             | 11            | 3             | 5             | 4             | 4             | 6             | 1             | 3             | DNF           | 2             | 253           |
| 05                                            | H. Tincknell     | 4             | 4             | 3             | DNF           | 9             | 6             | 7             | DNF           | 7             | 1             | DNF           | 5             | 15            | 3             | 8             | 1             | 10            | 13            | C             | 9             | 12            | 1             | 7             | 3             | 13            | 3             | 8             | 1             | 4             | 226           |
| 06                                            | C. Sainz         | 3             | 5             | 4             | 1             | 8             | 1             | 6             | 2             | 10            | 12            | 3             | 4             | 4             | DNF           | DNF           | 25*           | 19            | 3             | C             | 1             | DNF           | 11            | 1             | 2             | 7             | 5             |               |               |               | 224           |
| 07                                            | P. Fantin        | 8             | 2             | 7             | 6             | 3             | DNF           | 14            | 12            | 6             | 2             | 9             | 8             | 3             | 5             | 4             | 8             | 6             | 16            | C             | 19            | NC            | 8             | 9             | 5             | 4             | 6             | 6             | 3             | 6             | 195           |
| 08                                            | P. Derani        | 9             | 1             | DNF           | 2             | 6             | 7             | DNF           | 5             | 9             | 8             | 7             | 9             | 1             | DNF           | DNF           | 16            | 21            | 8             | C             | 7             | NC            | 7             | 8             | 9             | DNF           | 11            | 7             | 2             | 5             | 146           |
| 09                                            | H. van Asseldonk | DNF           | 8             | DNF           | 4             | DNS           | 5             | 11            | DNF           | 4             | 5             | 5             | DNF           | 10            | 7             | 20            | 10            | 5             | 23            | C             | 18            | 4             | 15            | 6             | DNF           | 8             | 4             | 5             | 5             | 7             | 132           |
| 10                                            | N. McBride       | 10            | 11            | 9             | 8             | 4             | 9             | 15            | 14            | 8             | 9             | 10            | 7             | 7             | 6             | 13            | 24            | 15            | 18            | C             | 15            | 6             | 3             | 15            | DNF           | 10            | 12            | 10            | 8             | 10            | 85            |
| 11                                            | F. Ilyas         | 6             | DNF           | 8             | 9             | 10            | 10            | 9             | 15            | DNF           | 10            | 8             | 11            | 5             | 10            | DNF           | DNF           | 12            | 21            | C             | 21            | 5             | DNF           | 10            |               |               |               |               |               |               | 48            |
| 12                                            | G. Uhrhane       | DNF           | 10            | 10            | 12            | 11            | DNF           | 16            | 18            | DNF           | 11            | 12            | 10            | 11            | 8             | 12            | 15            | DNF           | 15            | C             | DNF           | 9             | 10            | 11            | DNF           | 9             | 10            | 11            | 9             | 11            | 35            |
| 13                                            | R. Svendsen‑Cook |               |               |               |               |               |               |               |               |               |               |               |               |               |               |               |               |               |               |               |               |               |               |               | 6             | 5             | 9             | 9             | 7             | 9             | 24            |
| Gaststarter, die nicht punkteberechtigt waren |                  |               |               |               |               |               |               |               |               |               |               |               |               |               |               |               |               |               |               |               |               |               |               |               |               |               |               |               |               |               |               |
| —                                             | R. Marciello     |               |               |               |               |               |               | 1             | 1             |               |               |               |               |               |               | 22*           | 17            | 1             | 11            | C             | 14            |               |               |               |               |               |               |               |               |               | 0             |
| —                                             | D. Juncadella    |               |               |               |               |               |               | DNF           | 4             |               |               |               |               |               |               | DSQ           | 11            | 2             | 2             | C             | 8             |               |               |               |               |               |               |               |               |               | 0             |
| —                                             | W. Buller        |               |               |               |               |               |               |               |               |               |               |               |               |               |               | 2             | 5             | 18            |               |               |               |               |               |               |               |               |               |               |               |               | 0             |
| —                                             | T. Blomqvist     |               |               |               |               |               |               | 13            | 21            |               |               |               |               |               |               | 10            | 6             | 7             | 10            | C             | 2             |               |               |               |               |               |               |               |               |               | 0             |
| —                                             | E. Bernstorff    |               |               |               |               |               |               | DNF           | 13            |               |               |               |               |               |               | 3             | DNF           | 4             | 17            | C             | 10            |               |               |               |               |               |               |               |               |               | 0             |
| —                                             | P. Wehrlein      |               |               |               |               |               |               | DNF           | 9             |               |               |               |               |               |               | 7             | 3             | DNF           | 14            | C             | 12            |               |               |               |               |               |               |               |               |               | 0             |
| —                                             | F. Rosenqvist    |               |               |               |               |               |               | 4             | 6             |               |               |               |               |               |               | 6             | 4             | 14            | 9             | C             | DNF           |               |               |               |               |               |               |               |               |               | 0             |
| —                                             | M. Lewis         |               |               |               |               |               |               | 10            | 11            |               |               |               |               |               |               | DNF           | 13            | 8             | 7             | C             | 5             |               |               |               |               |               |               |               |               |               | 0             |
| —                                             | S. Müller        |               |               |               |               |               |               | 12            | 10            |               |               |               |               |               |               | 9             | DNF           | 11            | 12            | C             | DNF           |               |               |               |               |               |               |               |               |               | 0             |
| —                                             | A. Roda          |               |               |               |               |               |               | 19            | DNF           |               |               |               |               |               |               | 16            | 19            | 13            | 19            | C             | 16            |               |               |               |               |               |               |               |               |               | 0             |
| —                                             | L. Wolf          |               |               |               |               |               |               |               |               |               |               |               |               |               |               | DNF           | 20            | 22            | 20            | C             | 13            |               |               |               |               |               |               |               |               |               | 0             |
| —                                             | L. Sá Silva      |               |               |               |               |               |               |               |               |               |               |               |               |               |               | 15            | 18            | 16            | 26            | C             | 20            |               |               |               |               |               |               |               |               |               | 0             |
| —                                             | P. Ellis         |               |               |               |               |               |               |               |               |               |               |               |               |               |               | DNF           | 21            | DNF           |               |               |               |               |               |               |               |               |               |               |               |               | 0             |
| —                                             | R. Bradley       |               |               |               |               |               |               |               |               |               |               |               |               |               |               |               |               |               | 24            | C             | DNF           |               |               |               |               |               |               |               |               |               | 0             |
| Rookie                                        |                  |               |               |               |               |               |               |               |               |               |               |               |               |               |               |               |               |               |               |               |               |               |               |               |               |               |               |               |               |               |               |
| 01                                            | S. Goddard       | 11            | 9             | 11            | 11            | DNF           | 11            | 17            | 20            | 11            | 14            | DNF           | 13            | 13            | DNF           | 17            | 22            | 17            | 28            | C             | 23            | 10            | 14            | 14            | 10            | 12            | 13            | 14            | 11            | 15            | 427           |
| 02                                            | D. Padayachee    | 12            | 12            | 12            | DNF           | 12            | 12            | DNS           | 17            | 12            | 13            | 11            | DNF           | 14            | 12            | 21            | 23            | 20            | 25            | C             | 24            | 11            | 13            | 16            | 12            | 11            | 14            | 15            | 13            | 14            | 377           |
| 03                                            | A. Fong          |               |               |               |               |               |               |               |               |               |               |               | 12            | 12            | 11            |               |               |               | 27            | C             | 17            | 8             | 9             | 12            |               |               |               |               |               |               | 161           |
| 04                                            | P. Calbimonte    |               |               |               |               |               |               |               |               |               |               |               |               |               |               |               |               |               | 29            | C             | 22            | DNF           | 12            | 13            | 11            | DNF           | 15            | 13            | 12            | 13            | 124           |
| 05                                            | H. Lloyd         |               |               |               |               |               |               |               |               |               |               |               |               |               |               |               |               |               |               |               |               |               |               |               |               |               |               | 12            | 10            | 12            | 61            |
| Gaststarter, die nicht punkteberechtigt waren |                  |               |               |               |               |               |               |               |               |               |               |               |               |               |               |               |               |               |               |               |               |               |               |               |               |               |               |               |               |               |               |
| —                                             | S. Zeller        |               |               |               |               |               |               | 18            | 16            |               |               |               |               |               |               | 11            | 12            | 23            | 22            | C             | 25            |               |               |               |               |               |               |               |               |               | 0             |
| Pos.                                          | Fahrer           | OUL           | OUL           | OUL           | MNZ           | MNZ           | MNZ           | PAU           | PAU           | ROC           | ROC           | ROC           | BRH           | BRH           | BRH           | NOR           | NOR           | NOR           | SPA           | SPA           | SPA           | SNE           | SNE           | SNE           | SIL           | SIL           | SIL           | DON           | DON           | DON           | Punkte        |

| Farbe                        | Bedeutung                               | Bedeutung |
| ---------------------------- | --------------------------------------- | --- |
| Gold                         | Sieger                                  | Sieger |
| Silber                       | 2. Platz                                | 2. Platz |
| Bronze                       | 3. Platz                                | 3. Platz |
| Grün                         | Platzierung in den Punkten              | Platzierung in den Punkten |
| Blau                         | Klassifiziert außerhalb der Punkteränge | Klassifiziert außerhalb der Punkteränge                                                                                         |
| Violett                      | Rennen nicht beendet (DNF)              | Rennen nicht beendet (DNF) |
| Violett                      | nicht klassifiziert (NC)                | |
| Rot                          | nicht qualifiziert (DNQ)                | nicht qualifiziert (DNQ) |
| Schwarz                      | disqualifiziert (DSQ)                   | disqualifiziert (DSQ) |
| Weiß                         | nicht am Start (DNS)                    | nicht am Start (DNS) |
| Weiß                         | zurückgezogen (WD)                      | |
| Weiß                         | Rennen abgesagt (C)                     | |
| Blanko                       | nicht teilgenommen                      | nicht teilgenommen |
| Blanko                       | verletzt oder krank (INJ)               | |
| Blanko                       | ausgeschlossen (EX)                     | |
| sonstige Formate und Zeichen | P/fett                                  | Pole-Position |
| sonstige Formate und Zeichen | kursiv                                  | Schnellste Rennrunde (in der GP2-Serie/FIA-Formel-2-Meisterschaft ab 2008 für die schnellste Rennrunde der besten zehn Piloten) |
| sonstige Formate und Zeichen | *                                       | nicht im Ziel, aufgrund der zurückgelegten Distanz aber gewertet                                                                |
| sonstige Formate und Zeichen | unterstrichen                           | Führender in der Gesamtwertung                                                                                                  |